# Blonde and Beyond
A Blonde and Beyond a Blondie rockegyüttes 1993-ban megjelent válogatásalbuma, amelyet a Chrysalis Records adott ki.
A válogatás Debbie Harry, az együttes énekesnőjének kereskedelmileg bukást jelentő Debravation című albuma után jelent meg, ezzel akarta a kiadó kompenzálni a bevételek kiesést. Kifejezetten sokszínű album, tartalmaz egykori slágereket, nem túl közismert album dalokat, ritkaságnak számító B-oldalas dalokat, valamint koncerteken előadott feldolgozásokat is.

## Az album dalai
1. Underground Girl (Frank Infante) – 3:54
2. English Boys (Debbie Harry, Chris Stein) – 3:48
3. Sunday Girl (francia verzió) (Stein) – 3:02
4. Susie and Jeffrey (Nigel Harrison, Harry) – 4:08
5. Shayla (Stein) – 3:56
6. Denis (Neil Levenson) – 2:17
7. X-Offender (Harry, Gary Valentine) – 3:11
8. Poets Problem (Jimmy Destri) – 2:19
9. Scenery (Valentine) – 3:08
10. Picture This (Destri, Harry, Stein) – 2:55
11. Angels on the Balcony (Davis, Destri) – 3:37
12. Once I Had a Love (a.k.a. the Disco Song) (Harry, Stein) – 3:11
13. I’m Gonna Love You Too (Mauldin, Petty, Sullivan) – 2:08
14. Island of Lost Souls (Harry, Stein) – 3:49
15. Call Me (spanyol verzió) (Harry, Giorgio Moroder) – 3:31
16. Heart of Glass (Harry, Stein) – 5:48
17. Ring of Fire (koncertfelvétel) (June Carter, Merle Kilgore) – 3:30
18. Bang a Gong (Get It On) (koncertfelvétel) (Marc Bolan) – 5:22
19. Heroes (koncertfelvétel) (David Bowie, Brian Eno) – 6:28